# Baojia, Anhui
Baojia (kinesiska: 包家) är en socken i östra Kina. Den ligger i Yuexi härad i Anqing i provinsen Anhui, omkring 140 kilometer sydväst om provinshuvudstaden Hefei. Antalet invånare är 4502. Befolkningen består av 2 152 kvinnor och 2 350 män. Barn under 15 år utgör 13,0 %, vuxna 15-64 år 75 %, och äldre över 65 år 10,0 %.